# Rafer Alston
Pour les articles homonymes, voir Alston.
Rafer Alston, né le 24 juillet 1976 au Queens à New York, est un joueur américain de basket-ball. Également joueur de streetball new-yorkais, on le surnomme Skip to my Lou.

## Biographie
Rafer Alston joue au poste de meneur, il mesure 1,88 m. Il grandit à Jamaica dans le Queens, où il se fait une réputation de streetballer. Il se fait connaître dans le monde surtout grâce à la And1 Volume Mixtape 1.

### Carrière professionnelle

#### Bucks de Milwaukee (1999-2002)
Le 24 juin 1998, il est choisi lors de la Draft 1998 de la NBA en 39e position en provenance de l'Université d'État de Californie à Fresno par les Bucks de Milwaukee, qui avaient aussi drafté un streetballer deux ans auparavant, Stephon Marbury. Il y joue jusqu'en 2002, et ne joue qu'une dizaine de minutes en moyenne par match.

#### Raptors de Toronto (jan.-juil.2003)
Lors de la saison NBA 2002-2003, il joue aux Raptors de Toronto qui le font signer d'abord pour 10 jours puis pour la saison entière. Il y double son temps de jeu.

#### Heat de Miami (2003-2004)
Le 4 septembre 2003, il signe pour un an au Heat de Miami et joue plus d'une trentaine de minutes par match, dont 28 matchs sur 82 en tant que titulaire. Il réalise de bonnes statistiques : 10,2 points, 4,5 passes décisives et 1,5 interception par match. Miami lui permet de jouer réellement ses premiers playoffs. Après sa saison à Miami, il devient titulaire des équipes où il joue.

#### Retour aux Raptors de Toronto (2004-2005)
Pour la saison NBA 2004-2005, Alston retourne à Toronto. Devenu titulaire, il marque en moyenne 14,2 points, donne 6,4 passes décisives et fait 1,5 interception.

#### Rockets de Houston (2005-fév.2009)
Le 4 octobre 2005, il est échangé pour la saison suivante aux Rockets de Houston.
Lors des saisons 2005-2006 et 2006-2007, à Houston, Alston réalise de belles performances, avec notamment comme statistiques 12,1 et 13,3 points, 6,7 et 5,4 passes décisives, 4,0 et 3,4 rebonds, et 1,6 interception les deux saisons. Il accède aux playoffs lors de la saison 2006-2007, mais ses 10,9 points, 5 passes décisives et 6,9 rebonds ne suffisent pas, en 7 matchs, à battre le Jazz de l'Utah.

#### Magic d'Orlando (fév.-juin 2009)
En février 2009, il est envoyé au Magic d'Orlando contre Kyle Lowry (des Grizzlies de Memphis), Brian Cook. Adonal Foyle et Mike Wilks ainsi qu'un premier tour de draft. Il doit pallier l'absence du meneur titulaire du Magic, Jameer Nelson qui est blessé à l'épaule.

#### Nets du New Jersey (juin 2009-jan.2010)
En juin 2009, Vince Carter et Ryan Anderson sont envoyés au Magic d'Orlando contre Courtney Lee, Tony Battie et Alston.

#### Retour au Heat de Miami (jan.-juil.2010)
Le 7 janvier 2010, il revient au Heat de Miami.

#### Zhejiang Lions (jan.-fév.2011)
Le 26 janvier 2011, il part en Chine où il signe avec les Zhejiang Lions pour le reste de la saison. Durant le mois de février, il quitte l'équipe pour assister aux funérailles d'un ami et l'équipe, estimant qu'il était peu probable qu'il revienne parce qu'il avait été blessé et refusait de voir un médecin, lui a dit de ne pas revenir.
Alston a disputé huit matches avec les Lions en ayant des moyennes de 19,2 points, 3,3 rebonds et 3,4 passes décisives.

#### D-Fenders de Los Angeles (fév.2012)
Le 3 février 2012, il rejoint l'équipe des D-Fenders de Los Angeles en NBA D-League.
Le 23 février 2012, son contrat se termine. Ce sera sa dernière expérience professionnelle.

## Statistiques en NBA

### Saison régulière
Légende :
gras = ses meilleures performances

Statistiques en match en saison régulière de Rafer Alston.
| Saison    | Équipe     | Matchs | Titul. | Min./m | % Tir | % 3pts | % LF | Rbds/m. | Pass/m. | Int/m. | Ctr/m. | Pts/m. |
| --------- | ---------- | ------ | ------ | ------ | ----- | ------ | ---- | ------- | ------- | ------ | ------ | ------ |
| 1999-2000 | Milwaukee  | 27     | 0      | 13,4   | 28,4  | 21,4   | 75,0 | 0,85    | 2,59    | 0,44   | 0,00   | 2,22   |
| 2000-2001 | Milwaukee  | 37     | 2      | 7,8    | 35,7  | 26,7   | 69,2 | 0,84    | 1,84    | 0,35   | 0,00   | 2,08   |
| 2001-2002 | Milwaukee  | 50     | 6      | 12,0   | 34,6  | 38,0   | 62,1 | 1,44    | 2,86    | 0,64   | 0,04   | 3,54   |
| 2002-2003 | Toronto    | 47     | 4      | 20,8   | 41,5  | 39,2   | 68,5 | 2,28    | 4,09    | 0,81   | 0,32   | 7,79   |
| 2003-2004 | Miami      | 82     | 28     | 31,5   | 37,6  | 37,1   | 76,9 | 2,76    | 4,54    | 1,39   | 0,22   | 10,22  |
| 2004-2005 | Toronto    | 80     | 78     | 34,0   | 41,4  | 35,7   | 74,0 | 3,49    | 6,42    | 1,48   | 0,09   | 14,20  |
| 2005-2006 | Houston    | 63     | 63     | 38,6   | 37,9  | 32,7   | 69,2 | 4,05    | 6,75    | 1,60   | 0,24   | 12,08  |
| 2006-2007 | Houston    | 82     | 82     | 37,1   | 37,5  | 36,3   | 73,4 | 3,44    | 5,41    | 1,57   | 0,12   | 13,27  |
| 2007-2008 | Houston    | 74     | 74     | 34,1   | 39,4  | 35,1   | 71,5 | 3,51    | 5,30    | 1,32   | 0,24   | 13,09  |
| 2008-2009 | Houston    | 48     | 48     | 33,1   | 37,0  | 34,8   | 78,9 | 3,00    | 5,38    | 1,19   | 0,15   | 11,50  |
| 2008-2009 | Orlando    | 29     | 28     | 29,5   | 41,3  | 31,7   | 70,7 | 2,86    | 5,10    | 1,76   | 0,10   | 12,00  |
| 2009-2010 | New Jersey | 27     | 13     | 28,4   | 34,3  | 32,2   | 81,5 | 2,78    | 3,85    | 1,00   | 0,19   | 9,70   |
| 2009-2010 | Miami      | 25     | 25     | 26,2   | 35,5  | 37,0   | 55,6 | 2,16    | 2,88    | 0,92   | 0,20   | 6,60   |
| Carrière  | Carrière   | 671    | 451    | 28,9   | 38,3  | 35,4   | 72,9 | 2,82    | 4,77    | 1,21   | 0,16   | 10,13  |

### Playoffs
Statistiques en match en playoffs de Rafer Alston
| Saison   | Équipe    | Matchs | Titul. | Min./m | % Tir | % 3pts | % LF | Rbds/m. | Pass/m. | Int/m. | Ctr/m. | Pts/m. |
| -------- | --------- | ------ | ------ | ------ | ----- | ------ | ---- | ------- | ------- | ------ | ------ | ------ |
| 2000     | Milwaukee | 4      | 0      | 4,0    | 0,0   | 0,0    | 0,0  | 0,00    | 0,25    | 0,00   | 0,00   | 0,00   |
| 2001     | Milwaukee | 5      | 0      | 1,6    | 0,0   | 0,0    | 0,0  | 0,00    | 0,20    | 0,00   | 0,00   | 0,00   |
| 2004     | Miami     | 13     | 0      | 22,7   | 31,9  | 23,1   | 84,0 | 2,23    | 1,69    | 0,38   | 0,08   | 7,00   |
| 2007     | Houston   | 7      | 7      | 44,1   | 33,8  | 32,0   | 76,9 | 6,86    | 5,00    | 1,86   | 0,43   | 10,86  |
| 2008     | Houston   | 4      | 4      | 31,5   | 43,8  | 44,0   | 80,0 | 1,50    | 4,50    | 1,00   | 0,00   | 14,25  |
| 2009     | Orlando   | 23     | 23     | 32,2   | 38,0  | 31,9   | 75,0 | 2,43    | 4,09    | 1,43   | 0,17   | 12,22  |
| Carrière | Carrière  | 56     | 34     | 26,7   | 36,5  | 31,1   | 76,4 | 2,48    | 3,05    | 0,98   | 0,14   | 9,02   |

## Pour approfondir
- Liste des joueurs de NBA avec 9 interceptions et plus sur un match.